# 雍寧
雍寧（西夏文：𗖠𗪚，1114年—1118年）是西夏崇宗李乾顺的第五个年號，共計5年。
今有西夏題記文書和官印，文書為「雍寧甲午」、「雍寧乙未二年」，印文為「雍寧丁酉四年」、「雍寧六年」，則元年為甲午年，即1114年。

## 改元
- 1114年——改元雍寧。
- 1119年——改元元德。[4]

## 纪年對照表
| 雍寧 | 元年   | 二年   | 三年   | 四年   | 五年   |
| ---- | ------ | ------ | ------ | ------ | ------ |
| 公元 | 1114年 | 1115年 | 1116年 | 1117年 | 1118年 |
| 干支 | 甲午   | 乙未   | 丙申   | 丁酉   | 戊戌   |

## 同期存在的其他政权年号
- 中國
  - 政和（1111年－1118年）：宋—宋徽宗赵佶之年号
  - 重和（1118年－1119年）：宋—宋徽宗赵佶之年号
  - 天慶（1111年－1120年）：遼—遼天祚帝耶律延禧之年號
  - 隆基（1116年）：遼時期—渤海高永昌之年號
  - 收國（1115年－1116年）：金—金太祖完顏阿骨打之年號
  - 天輔（1117年－1123年）：金—金太祖完顏阿骨打之年號
  - 文治（1110年－1121年）：大理—段正嚴之年號
- 越南
  - 會祥大慶（1110年－1119年）：李朝—李乾德之年號
- 日本
  - 永久（1113年－1118年）：鳥羽天皇之年号
  - 元永（1118年－1120年）：鳥羽天皇之年号

## 深入閱讀
- 李崇智. . 北京: 中華書局. 2004年12月. ISBN 7101025129.
- 鄧洪波. . 臺北: 國立臺灣大學東亞經典與文化研究計劃. 2005年3月  [2021-12-13]. ISBN 9789860005189. （原始内容 (pdf)存档于2007-08-25）.
- 長部和雄.  (pdf). 東京: 京都大學. 1933年7月1日  [2021年12月13日]. ISBN. （原始内容存档 (PDF)于2021年12月9日）.
- 長部和雄.  (PDF). 東京: 京都大學. 1933年10月1日  [2021年12月18日]. ISBN. （原始内容 (pdf)存档于2021年12月18日）.

## 參看
- 中國年號索引

| 前一年號： 貞觀 | 西夏年号 1114年－1118年 | 下一年號： 元德 |